# Scopula confertaria
Scopula confertaria är en fjärilsart som beskrevs av Walker 1861. Scopula confertaria ingår i släktet Scopula och familjen mätare. Inga underarter finns listade.